# Catedral del Sagrado Corazón (Rochester)

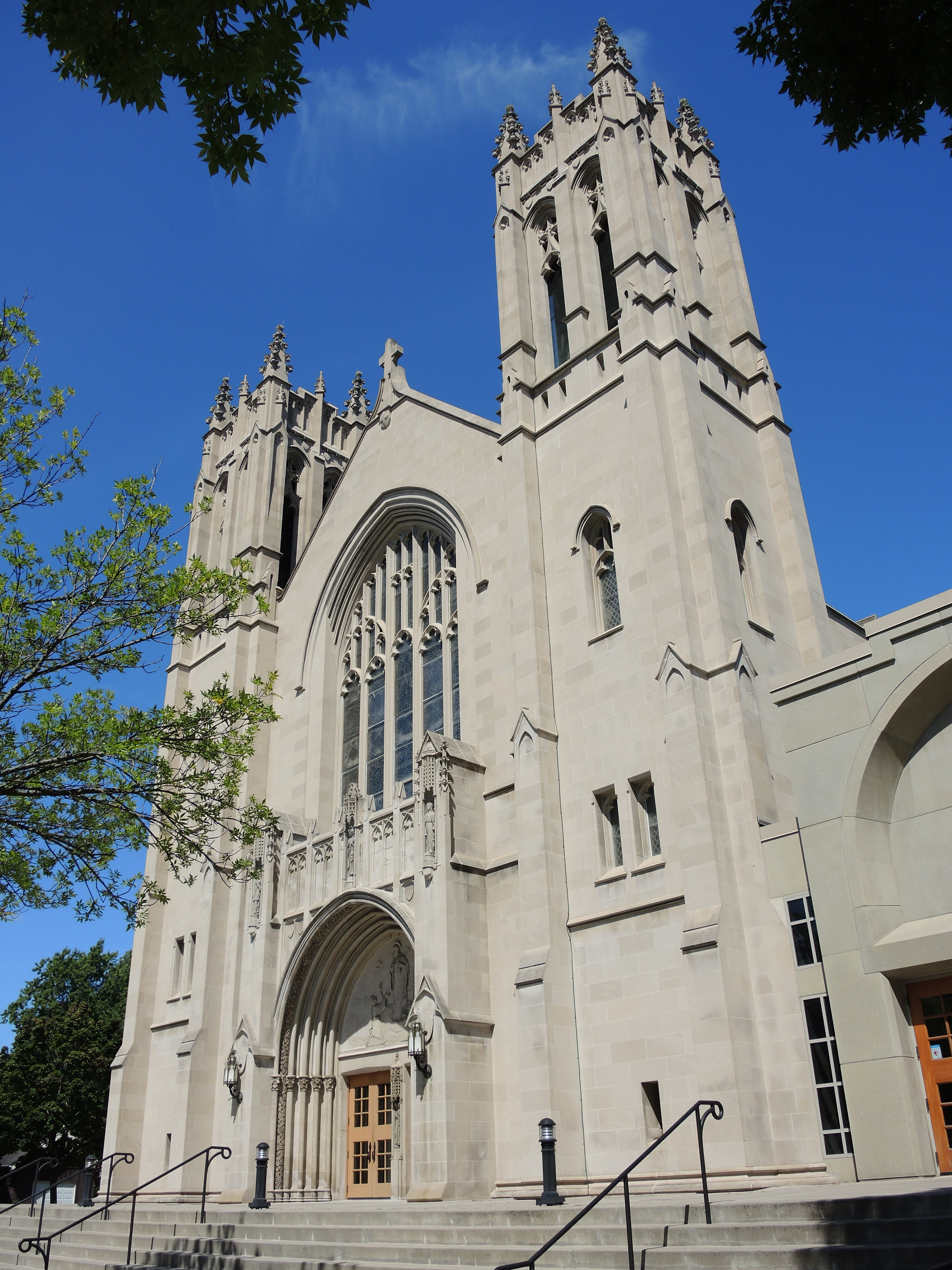
Otra vista del templo.

La Catedral del Sagrado Corazón o simplemente Catedral católica de Rochester (en inglés: Sacred Heart Cathedral) es una catedral católica en Rochester, Nueva York, en el norte de Estados Unidos. La catedral recientemente renovada es sede episcopal de la diócesis de Rochester, así como el hogar de una comunidad parroquial. La actual parroquia es conocida como la Comunidad de la catedral en la Catedral del Sagrado Corazón.
La parroquia fue fundada en 1911. La piedra angular de la iglesia actual fue colocada en 1925 y la iglesia fue terminada en 1927. originalmente se destinó a ser un parroquia diocesana, pero la iglesia se convirtió en una catedral de pleno derecho en 1952.
Se completó una extensa y polémica renovación de la catedral en 2005.De acuerdo con la diócesis, se llevó a cabo no sólo con fines estructurales y estéticos sino también para que la catedral se adecuara totalmente a la normativa de la iglesia y las normas para el diseño de una catedral católica.